# 김반 (1580년)
김반(金槃, 1580년~1640년)은 조선 시대 중기의 관료 겸 문신이다. 본(本)은 광산(光山). 자(字)는 사일(士逸), 호(號)는 허주(虛舟)·허주자(虛舟子)이며, 아버지는 성리학자 문원공 김장생이다. 문경공 신독재 김집의 아우이기도 하며, 송익필의 문인이다.

## 생애
사계 김장생의 셋째 아들(三男)로, 일찍이 아버지 김장생과 둘째 형 김집이 사사했던 구봉 송익필에게 글과 학문을 배우고, 그로부터 예학을 전수받았다. 그 뒤 아버지(김장생)와 두 형(김은·김집)에게서 글을 배우다가 1605년(선조 38) 사마시에 합격하였고 이후 관직에 나갔다.
그 뒤 광해군의 정치에 반대하여 사퇴하였다가, 1623년(인조 1) 인조반정 이후 빙고 별제(氷庫 別提)라는 직책에 임명되었으나 불과 두달도 채 아니 되어 또다시 관직 사퇴를 선언하였으며, 그 이후 이괄이 논공행상에 불만을 품고 흥안군 이제를 괴뢰 군주로 천립하여 내세우고자 이괄의 난을 일으켰는데, 결국 이것이 확산되자 아버지 김장생과 함께 충청도 공주로 달려가 인조 호종을 하였다. 바로 공주행재소에서 보인 특별 정시 문과에 급제, 성균관 전적이 되었다. 이후 형조 좌랑, 사간원 정랑, 이조 정랑, 사간원 정언, 홍문관 수찬, 홍문관 교리, 홍문관 응교 등을 두루 지냈다.
그 뒤 1635년 병조참지, 사간원 대사간, 형조참의, 홍문관 부제학 등을 두루 역임하였다.
1636년 병자호란이 일어나자 남한산성으로 왕을 호종하고, 이 과정에서 강화산성을 보위하고 있던 셋째아들(익겸)을 분신 자살 순국으로 잃는 슬픔을 겪었으며, 정축하성 이후 예조 참판, 사헌부 대사헌, 한성부 우윤, 이조 참판 등의 요직을 지냈다. 성격은 이렇다 할 유별남이 없이도 원만하여 1639년에 스스로 관직을 그만둘 때까지 공신들과 별 갈등을 겪지 않고 그저 순탄하게 관직을 역임했다. 사후 대광보국숭록대부(증 영의정)에 추증되었다.

## 가족 관계
- 할아버지 : 김계휘(金繼輝)
  - 아버지 : 김장생(金長生, 1548년 7월 8일 출생 ~ 1631년 8월 3일 사망)
  - 어머니(생모) : 창녕 조씨(1583년 하세) 부인[1]
  - 어머니(계모) : 순천 김씨(1613년 하세) 부인[2]
    - 첫째 형님 : 김은(金檃, 1567년 출생 ~ 1592년? 임진왜란[3] 당시 곽재우 선생 휘하 의병대원으로 격험한 전투에 참전 중 왜군한테 방화 암살되는 등으로 실종)
    - 첫째 형수 : 부여 서씨 부인(1570년 출생~1591년[4] 사망)
    - 둘째 형님 : 김집(金集, 1574년 음력 6월 6일 출생 ~ 1656년 음력 윤 5월 13일 사망)
    - 둘째 형수 : 기계 유씨 부인[5]
    - 본인 : 김반(金槃, 1580년 출생~1540년 사망)
    - 사별 초배 정실 본부인 : 구 안동 김씨 부인(1579년생~1611년졸) - 첨추(僉樞)를 역임한 김진려(金進礪)의 딸. 1599년 결혼. 1611년 상배.
      - 장남 : 김익렬(金益烈, 1602년 음력 10월 3일 출생~1665년 음력 5월 18일 사망)[6]
        - 손자 : 김만준(金萬埈, 1639년 음력 12월 22일 출생~1700년 음력 4월 6일 사망)[7][8][9]

      - 차남 : 김익희(金益熙, 1610년 음력 3월 5일 출생~1656년 음력 윤 4월 8일 사망)
        - 손자 : 김만균(金萬均, 1631년 음력 3월 22일 출생~1700년 음력 윤 2월 29일 사망)
        - 손자 : 김만증(金萬增)
        - 손자 : 김만배(金萬培)

    - 재혼 계배 정실 본부인: 연산 서씨 부인(1596년생~1637년졸) - 증 참판 서주(徐澍)의 딸. 1612년 재혼. 1637년 상배.
      - 삼남 : 김익겸(金益兼, 1614년 12월 21일 출생 ~ 1637년 2월 16일 순절)
        - 손자 : 김만기(金萬基)
        - 손자 : 김만중(金萬重)

    - 측실 : 부여 김씨 첩실 - 김재용(金渽溶, 1576년[10] 음력 윤 5월 20일 출생 ~ 1634년 음력 9월 6일 하세)의 딸.
      - 사남 : 김익훈(金益勳, 1619년생~1689년졸)
      - 자부 : 신 안동 김씨 부인 - 친정아버지는 김언
        - 손자 : 김만채(金萬埰) - 김익훈의 첫째아들이자 적출
        - 손자 : 김만선(金萬墡) - 김익훈의 셋째아들이자 적출

      - 자부 : 구 안동 김씨 첩실 - 친정아버지는 김형록
        - 손자 : 김만게(金萬垍) - 김익훈의 둘째아들이자 서얼

      - 육남(막내) : 김익경(金益炅, 1629년생~1675년졸) ... 생모가 부여 김씨 첩실
        - 손자 : 김만재(金萬裁)
        - 손자 : 김만지(金萬謹)
        - 손자 : 김만근(金萬謹)

    - 측실 : 함양 여씨 첩실 - 여해천(呂海天, 1575년[11] 음력 3월 26일 출생 ~ 1638년 음력 4월 10일 하세)의 딸.
      - 오남 : 김익후(金益煦, 1624년 ~ 1648년)
        - 손자 : 김만길(金萬吉, 1645년 ~ 1673년)

## 같이 보기
- 김장생
- 김집
- 이이
- 성혼
- 안방준
- 송익필
- 김만중
- 김만기
- 김익훈
- 인현왕후
- 송시열